# Rosengarten (Lampertheim)

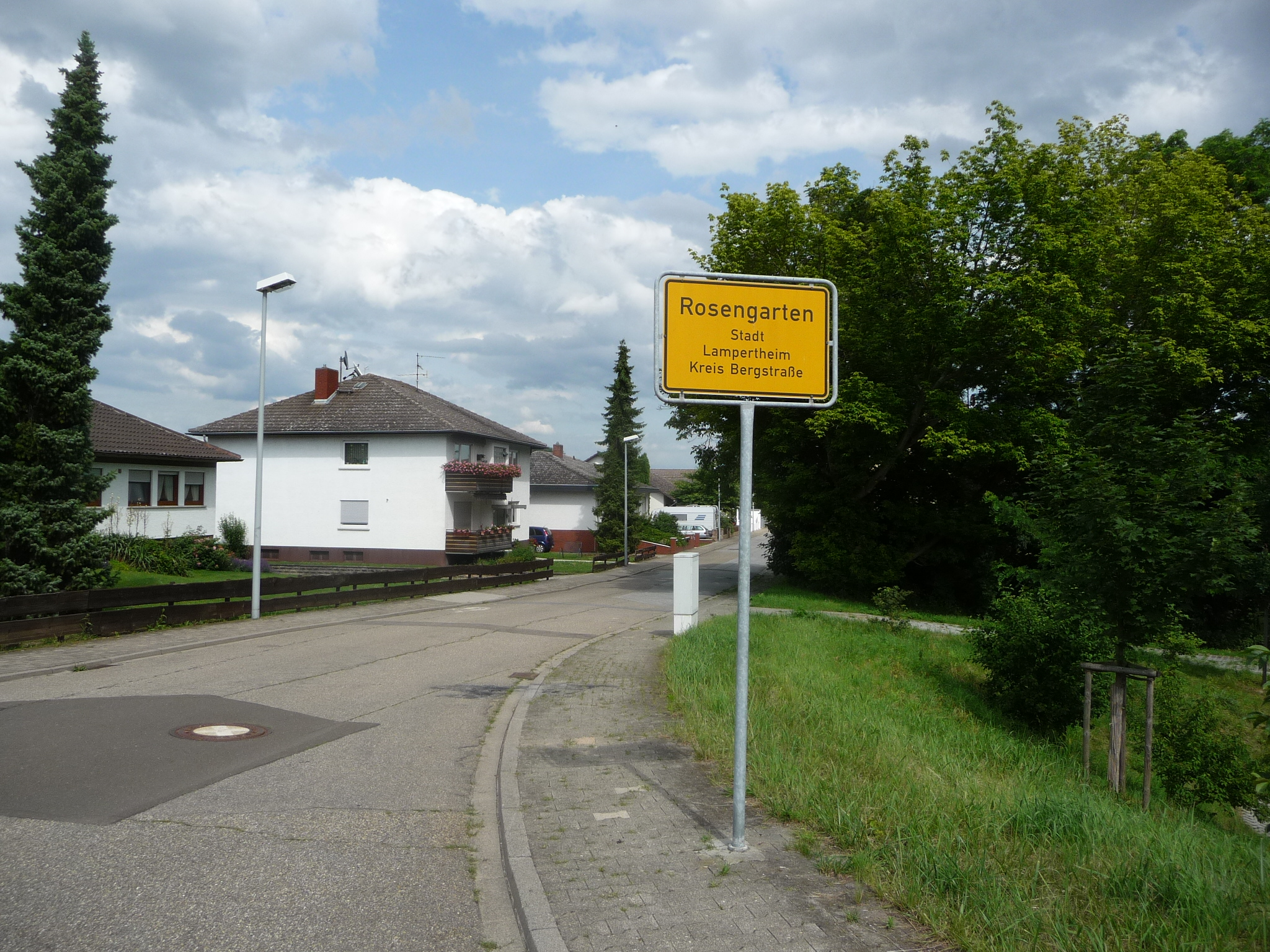

Rosengarten ist ein ehemaliges Erbhöfedorf und heute der westlichste Stadtteil der südhessischen Stadt Lampertheim.

## Geografische Lage
Rosengarten liegt am rechten Rheinufer, direkt gegenüber von Worms. 1961 wurde die Gemarkungsgröße mit 745 ha angegeben, davon waren 3 ha Wald.

## Geschichte

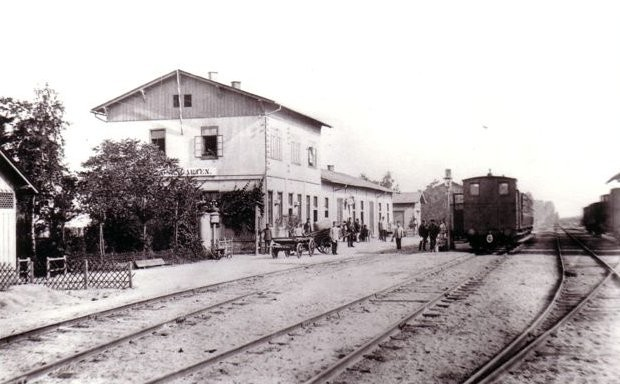
Bahnhof Rosengarten

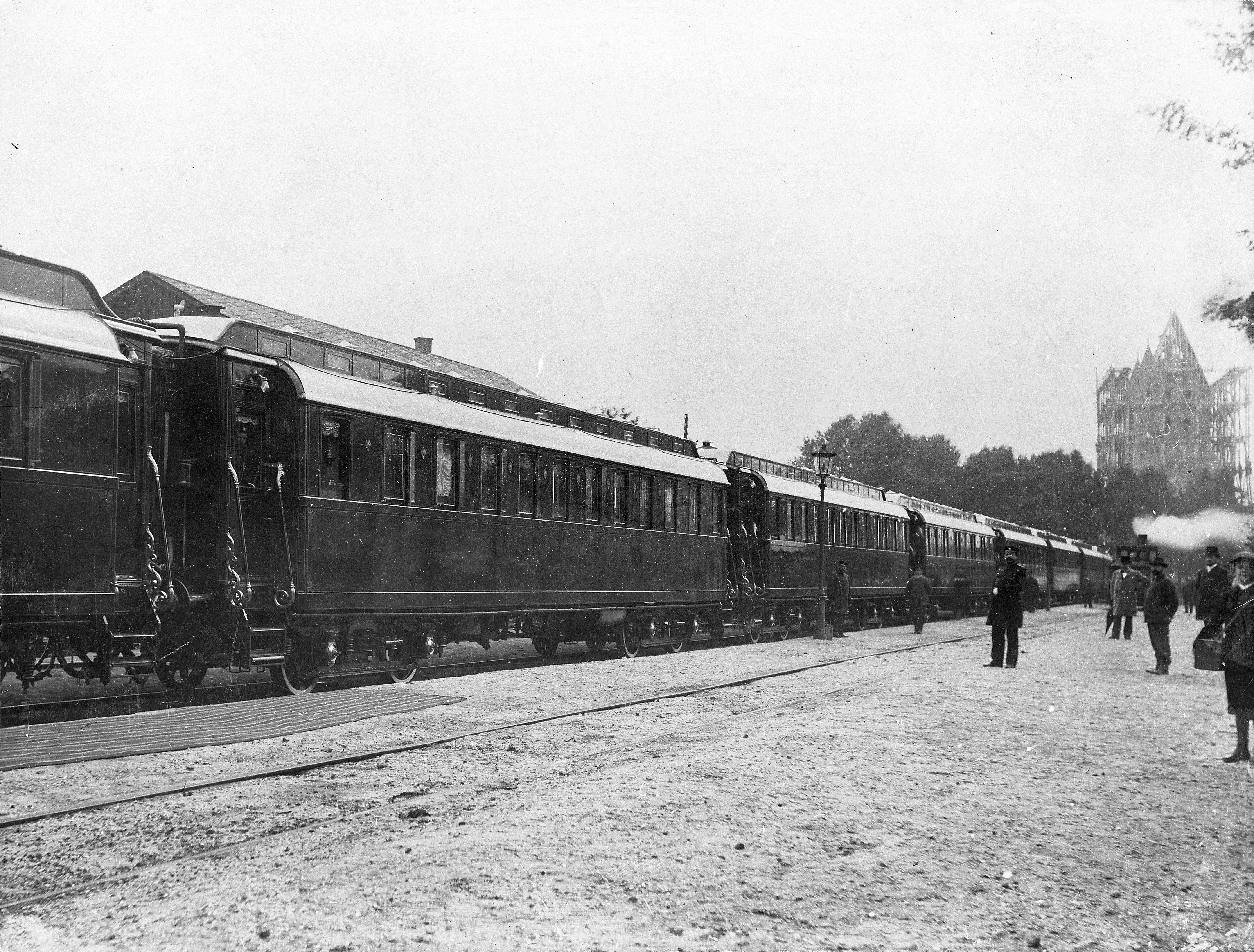
Hofzug des Zaren Nikolaus II. von Russland im Bahnhof Rosengarten, 1899.

### Ortsgeschichte
Im 13. Jahrhundert entstand das Lied vom Rosengarten zu Worms, in dem die Sage des Nibelungenliedes mit der Thidrekssaga verknüpft wird. Kriemhilds sagenhafter „Rosengarte“ bei Worms wurde von dem Dichter in die Gegend der heutigen Gemarkung verlegt. Die älteste erhaltene urkundliche Erwähnung des Ortes stammt von 1422, als Kurfürst Ludwig III. diesen zusammen mit Kirschgartshausen vom Wormser Kloster Kirschgarten erwarb. Etymologisch ist aber auch eine andere Namensdeutung denkbar. 1524 wird der Rosengarten als kaiserliches Reichslehen aufgeführt, „so ein Bischof von Worms vom Keysser zu lehen tregt“. Mit diesem Lehen kann ein „Roßgarten“, eine Pferdeweide, in Verbindung gebracht werden.
Der wildreiche Eichenwald, der bereits im Nibelungenlied erwähnt wird, wurde vor allem im 18. Jahrhundert für Jagden genutzt. Dieser Wald wurde nach 1789 völlig abgeholzt.
In der ersten Hälfte des 19. Jahrhunderts gehörte das Gebiet zur Lampertheimer Gemarkung und war auch nach dort eingepfarrt. Es war nur dünn besiedelt, Feld, Wald und Auenland werden erwähnt. Bedeutung hatte Rosengarten als östlicher Anleger der Fähre nach Worms. Deshalb gab es hier – zunächst wohl als einziges Gebäude – auch ein Wirtshaus, das die Bezeichnung „Zum Rosengarten“ trug.

Diesen „Dornröschenschlaf“ beendete 1869 die Hessische Ludwigsbahn: Sie errichtete in Rosengarten ihren Bahnhof, in dem die rechtsrheinischen, auf Worms zuführenden Bahnstrecken endeten, denn eine feste Rheinbrücke gab es noch nicht. 
 Von und nach Worms gelangten Fußgänger und Fahrgäste über eine Schiffbrücke, für den Güterverkehr bestand das Trajekt Worms–Rosengarten. Als die Rheinbrücke Worms Ende 1899 eröffnet wurde und auch der rechtsrheinische Verkehr direkt in den Wormser Hauptbahnhof einfahren konnte, bedeutete dies das „Aus“ für den Bahnhof Rosengarten. Die Anlagen wurden abgebrochen. Heute sind davon keine Spuren mehr erhalten.
Ab 1877 endete außerdem die Bahnstrecke Lampertheim–Worms am Bahnhof Rosengarten. Nach dem Bau der Rheinbrücke wurde die Strecke verlegt, aber der Rosengarten bekam keinen Haltepunkt, da sich die Bahnbetreiber mit der Gemeinde Lampertheim nicht auf eine Kostenübernahme einigen konnten.
Das Infanterie-Regiment „Prinz Carl“, das in Worms stationiert war, nutzte in der Zeit vor dem Ersten Weltkrieg einen Teil des Rosengartens als Exerzierplatz und Schießgelände.
Siedlungsgründung
Seit den 1920er-Jahren gab es Pläne, das Hessische Ried zu entwässern und für die Landwirtschaft zu nutzen. Basierend auf dem Reichserbhofgesetz von 1933 wurden unter der nationalsozialistischen Herrschaft „Erbhöfedörfer“ errichtet, darunter auch Rosengarten im damaligen Kreis Bensheim. Zur Vorbereitung fand 1933 bis 1935 eine Flurbereinigung und parallel eine Melioration statt, wobei vor allem Feuchtgebiete in Rheinufernähe trockengelegt wurden.
Am 25. April 1937 erfolgte die Grundsteinlegung zur Siedlung Rosengarten, wie das neue Dorf offiziell hieß, durch den Reichsstatthalter für Hessen, Jakob Sprenger. Die Siedlung entstand auf Teilen der Gemarkungen Lampertheim, Bürstadt, Hofheim und Maulbeeraue und umfasste 10 Höfe. Am 3. Oktober 1937 wurde die Siedlung eingeweiht und gleichzeitig in die Stadt Worms eingemeindet. Dies geschah auch mit der Begründung, dass damit der Stadt Worms die Möglichkeit gegeben werden solle, sich rechtsrheinisch auszudehnen.
Auswirkungen des Zweiten Weltkriegs
In der Endphase des Zweiten Weltkrieges überquerten amerikanische Truppen in den ersten Stunden des 26. März 1945 südlich von Worms den Rhein und nahmen noch in der Nacht die Ortschaft Rosengarten in Besitz.
Die beiden Rheinbrücken nach Worms waren zerstört und der Rhein bildete nun die Grenze zwischen der Amerikanischen und der Französischen Besatzungszone. Mit der Bildung des Landes Hessen durch die Amerikanische Militärregierung für Deutschland und die Gründung des Landes Rheinland-Pfalz französischerseits wurde Rosengarten auch rechtlich von Worms abgetrennt. Die rechtsrheinischen Gebiete der Stadt Worms wurden in den hessischen Landkreis Bergstraße eingegliedert. Rosengarten kam dabei unter die Verwaltung von Bürstadt. Die Neubildung der Gemeinde Rosengarten (Landkreis Bergstraße) wurde durch Erlass vom 12. Januar 1951 rückwirkend zum 16. Oktober 1945 festgesetzt.
Nach der Sprengung der Rheinbrücke am Kriegsende 1945 endete der Bahnverkehr aus Lampertheim vorläufig am „Posten 30“ am Ortsrand. Im Jahr 1950 wurde dort der Haltepunkt Rosengarten eingerichtet. 1960 wurde die Bahnstrecke nach Lampertheim stillgelegt und abgebaut. Danach übernahm eine Buslinie der Bundesbahn den Verkehr.
Hessische Gebietsreform (1970–1977)

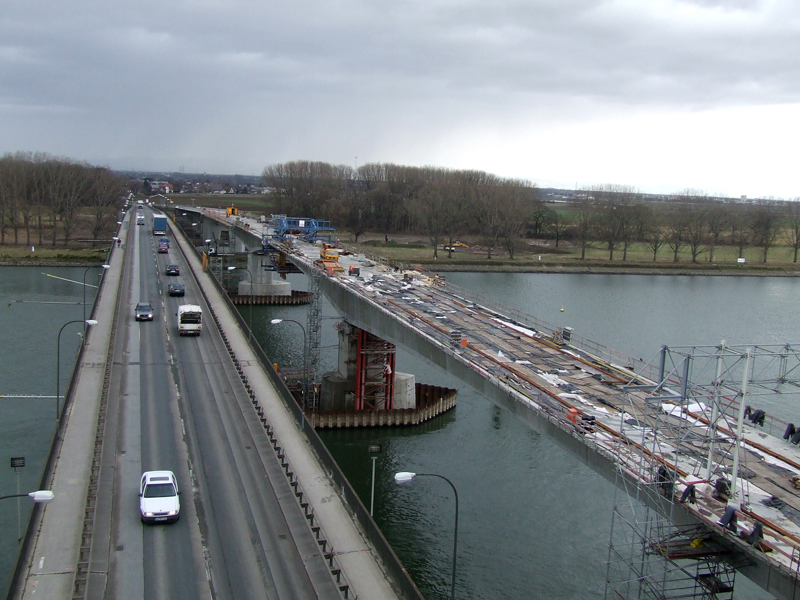
Blick vom Turm der Nibelungenbrücke auf Rosengarten

Die Gemeinde Rosengarten wurde am 1. Oktober 1971 im Zuge der Gebietsreform in Hessen auf freiwilliger Basis in die Stadt Lampertheim eingemeindet.

### Bevölkerung
Einwohnerentwicklung
| Rosengarten: Einwohnerzahlen von 1939 bis 2021 | Rosengarten: Einwohnerzahlen von 1939 bis 2021 | Rosengarten: Einwohnerzahlen von 1939 bis 2021 | Rosengarten: Einwohnerzahlen von 1939 bis 2021 | Rosengarten: Einwohnerzahlen von 1939 bis 2021 |
| --- | ---------------------------------------------- | ---------------------------------------------- | ---------------------------------------------- | ---------------------------------------------- |
| Jahr |                                                |                                                |                                                | Einwohner                                      |
| 1939 | 1939                                           |                                                | 280                                            | 280                                            |
| 1946 | 1946                                           |                                                | 398                                            | 398                                            |
| 1950 | 1950                                           |                                                | 263                                            | 263                                            |
| 1956 | 1956                                           |                                                | 285                                            | 285                                            |
| 1961 | 1961                                           |                                                | 321                                            | 321                                            |
| 1967 | 1967                                           |                                                | 469                                            | 469                                            |
| 1970 | 1970                                           |                                                | 398                                            | 398                                            |
| 1980 | 1980                                           |                                                | ?                                              | ?                                              |
| 1990 | 1990                                           |                                                | ?                                              | ?                                              |
| 2000 | 2000                                           |                                                | ?                                              | ?                                              |
| 2011 | 2011                                           |                                                | 642                                            | 642                                            |
| 2015 | 2015                                           |                                                | 680                                            | 680                                            |
| 2021 | 2021                                           |                                                | 738                                            | 738                                            |
| Datenquelle: Historisches Gemeindeverzeichnis für Hessen: Die Bevölkerung der Gemeinden 1834 bis 1967. Wiesbaden: Hessisches Statistisches Landesamt, 1968. Weitere Quellen: LAGIS; Zensus 2011; 2015; 2021 |                                                |                                                |                                                |                                                |

Historische Religionszugehörigkeit
Im Jahre 1961 ab es 193 evangelische (= 60,12 %) und 107 katholische (= 33,33 %) Einwohner im Ort.

## Politik
Für Rosengarten besteht ein Ortsbezirk (Gebiete der ehemaligen Gemeinde Rosengarten) mit Ortsbeirat und Ortsvorsteher nach der Hessischen Gemeindeordnung. In der Wahlperiode 2016–2021 wurde jedoch kein Ortsbeirat etabliert.

## Verkehr

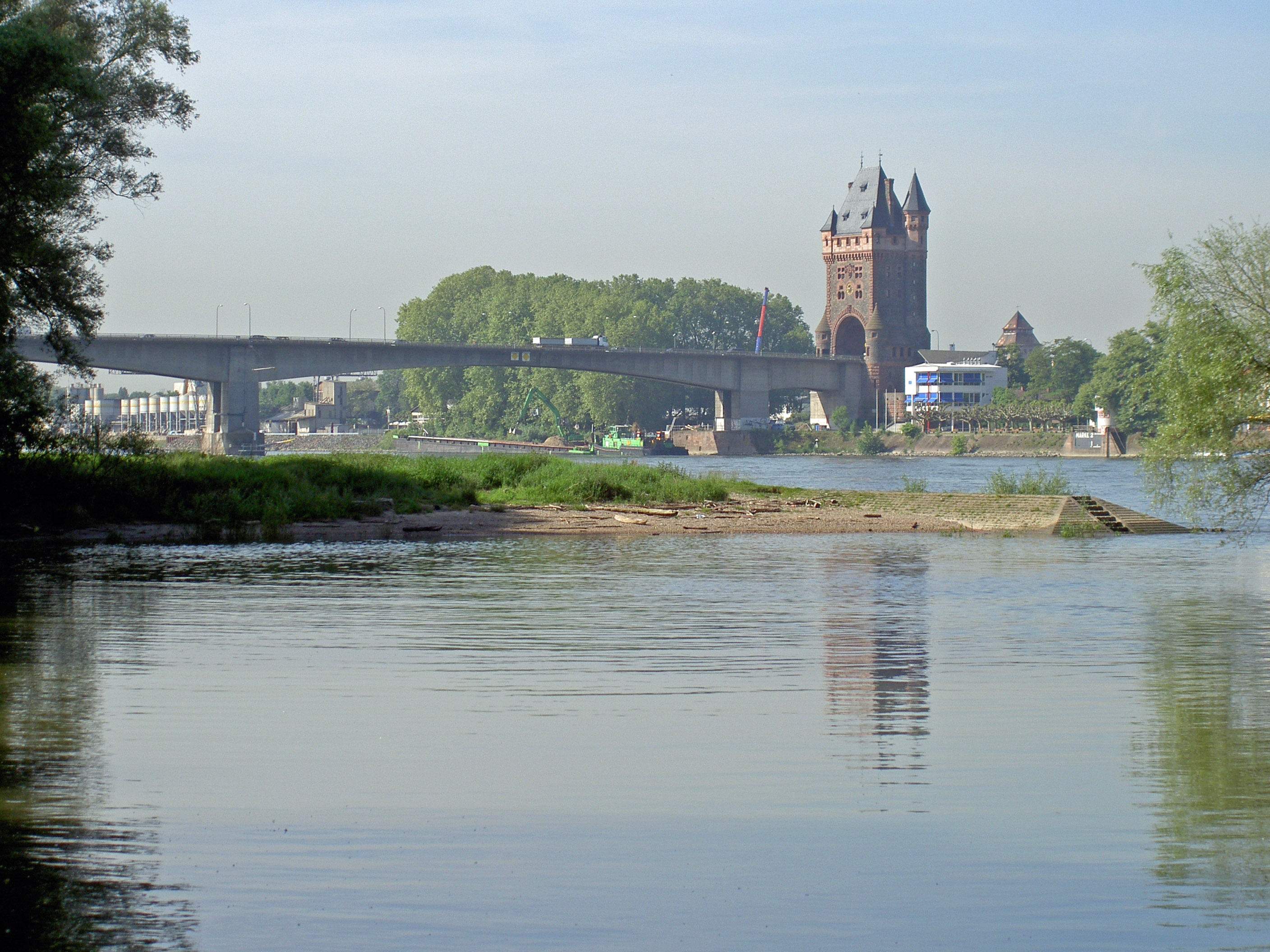
Blick von Rosengarten auf die Nibelungenbrücke

Die Nibelungenbrücke als Straßenverbindung und die Eisenbahnbrücke über den Rhein nach Worms wurden nach den Zerstörungen des Zweiten Weltkriegs wieder hergestellt.
Die Bundesstraße 47 führt durch den Ort und stellt durch Lärm und Luftverschmutzung eine starke Belastung für die Anwohner dar. Der Bau einer entlastenden Umgehung ist seit vielen Jahren gewünscht, aber nicht absehbar.
Der Hessische Radfernweg R6 führt durch Rosengarten.

## Wirtschaft
Rosengarten ist Standort einer 380-kV-Umspannanlage der Amprion, die am 4. Oktober 1957 im Zuge der Inbetriebnahme der ersten deutschen 380-kV-Leitung, der Leitung Rommerskirchen-Bürstadt-Hoheneck, als eine der ersten dieser Leistungsklasse in Deutschland in Betrieb genommen wurde.